# Stüssy
Stüssy (ˈstuːsi, wym. STOO-see) – amerykańska marka odzieżowa i przedsiębiorstwo prywatne, założone na początku lat 80. XX wieku przez Shawna Stussyego. Firma jest jedną z wielu, która skorzystała z trendu na modę surferską (ang. surfwear) pochodzącą z hrabstwa Orange w Kalifornii. Została w dużej mierze przyjęta przez kulturę skateboardową i hip-hopową.

## Historia
Założyciel firmy, Shawn Stussy (ur. 1954), był kalifornijskim producentem desek do surfingu. Logo, które jest elementem charakterystycznym marki, istnieje od lat 80. – założyciel w taki sposób podpisywał się markerem na własnoręcznie wyrobionych deskach do surfingu. Zaczął nakładać je na koszulki, szorty i czapki, które sprzedawał w swoim samochodzie w okolicach Laguna Beach w Kalifornii. Podpis pochodzi od jego wujka, Jana Stussyego.
Stylizowane „S” znane jako „Cool S” jest często błędnie przypisywane marce.
W 1984, Stussy i jego przyjaciel, Frank Sinatra Jr. (nie ma powiązania z muzykiem), współpracowali przy sprzedaży odzieży. W 1988 firma pojawiła się w Europę, a także w SoHo w Nowym Jorku. Marka otwierała swoje kolejne sklepy w latach 90. XX wieku. W 1991 przychody wyniosły 17 mln USD, w 1992 – 20 mln USD. Do 1992 w Stanach Zjednoczonych odzież sprzedawano w butikach i domach towarowych. Poza USA, produkty można było kupić w specjalistycznych sklepach obok odzieży innych międzynarodowych designerów.
W 1996 Stussy zrezygnował z funkcji dyrektora, Sinatra wykupił udziały w spółce. Firmę aktualnie posiada rodzina Sinatry. Odzież obecnie dostępna jest w markowych sklepach, a także u innych dystrybutorów, w Europie, Azji, Stanach Zjednoczonych, Kanadzie i Australii.

## Styl

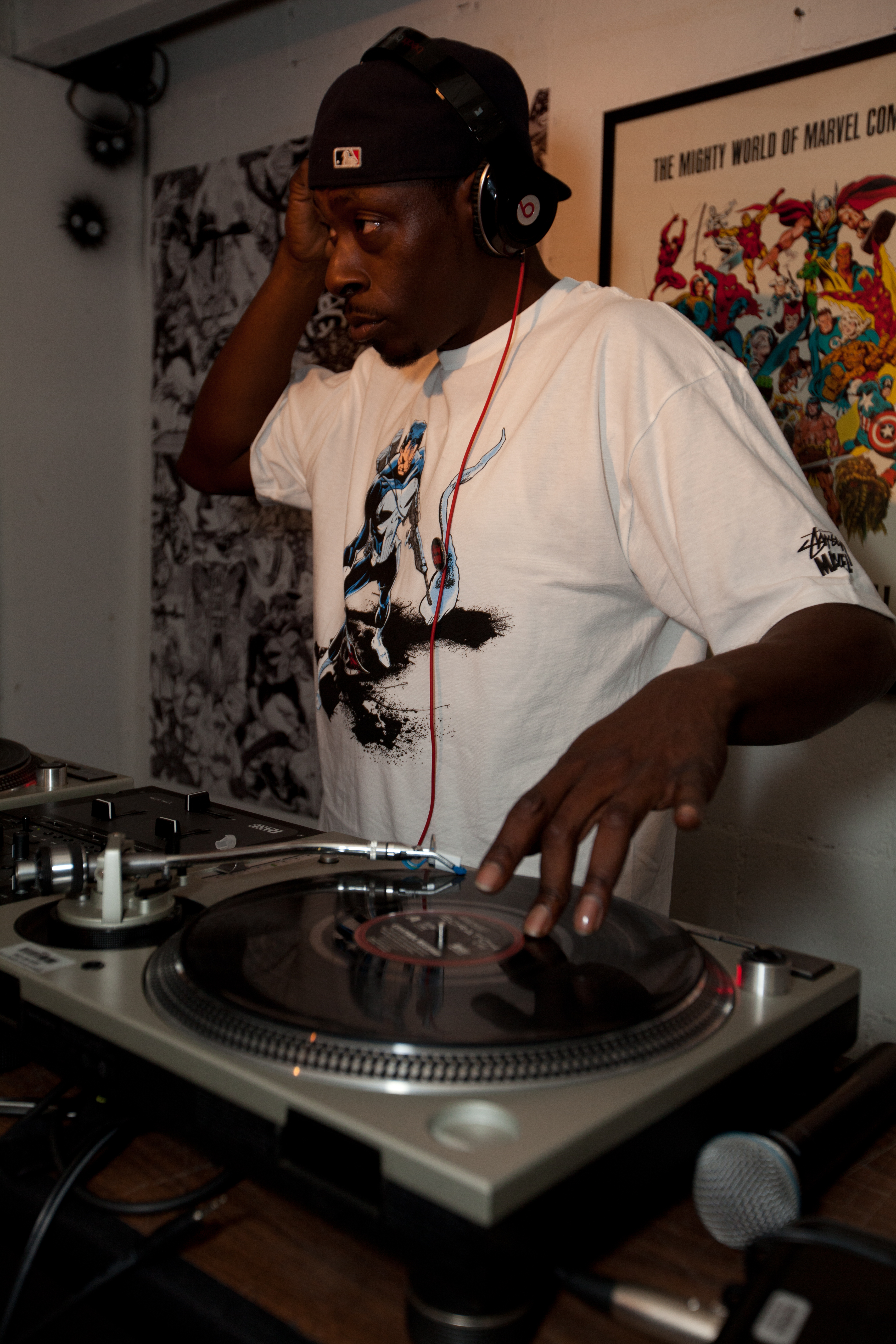
Raper Pete Rock w koszulce współpracy Stüssy i Marvel (2011)

Sukces marki zawdzięcza swoją popularność scenie hip-hopowej, a także wykorzystanie jej przez skaterów, surferów, punków i inne subkultury. W wywiadzie w 1992 Stussy powiedział: „Każdy nazywa to surfwearem, albo ulicznym streetwearem, albo ulicznym surfem… Nie nazywam tego i nie nazywam tego celowo”.

### Współprace
W 2011 Marvel rozpoczął współpracę ze Stüssy wydając obszerną serię ubrań, którą podzielono na dwa „zestawy”. Pierwszy z nich został wydany 27 kwietnia i zawierał dziewięć koszulek z licznymi projektami najpopularniejszych super bohaterów Marvela, połączonych ze znanym elementem graficznym Stüssy.
Stüssy współpracowało także m.in. z WTAPS, Virgilem Ablohem, Vans, Undefeated, Takahiro Miyashita TheSoloist., Supreme, Sophnet., Rickiem Owensem, Parra, Our Legacy, No Vacancy Inn, Nike, New Balance, Neighborhood, Mastermind Japan, Martinem Rose, Marcem Jacobsem, Levi’s, Kiko Kostadinovem, Hajimą Sorayamą, G-Shock, Futura, Fragment Design, Dr. Martens, Dior, Dickies, Converse, Comme des Garçons, Carhartt WIP, #BEENTRILL#, A Bathing Ape, A Tribe Called Quest i 1017 Alyx 9SM.
W 2020 Matthew M. Williams ogłosił na Instagramie współpracę partnerską ze Stüssy.